# アメリカの理想を守るための映画同盟
アメリカの理想を守るための映画同盟（アメリカのりそうをまもるためのえいがどうめい、英語: Motion Picture Alliance for the Preservation of American Ideals、略称MPAPAIまたはMPA）は、ハリウッド映画業界で、政治的に保守派の立場を明確に取る人々が結成した組織である。設立は1944年。表明された設立目的は、「共産主義者およびファシストの浸入」（と設立者たちが見なした動き）から、映画業界およびアメリカ合衆国全体を防衛することであった。
当初この組織が結成された直近の目的は、「映画業界に共産主義者が存在している」という噂の裏付けとなる事実を、合衆国議会で宣誓して証言してくれる業界著名人のグループを結成することであった。下院非米活動委員会が映画業界の取調べを行った際、「友好的証人」の大部分はこの同盟のメンバーだった。 
この同盟は下院非米活動委員会に対し、ハリウッドの制作現場を調査するように熱心に働きかけた。
この同盟の主たるメンバーには、ロバート・アーサー（Robert Arthur）、マーティン・バークレー（Martin Berkeley）、ワード・ボンド（Ward Bond）、ウォルター・ブレナン（Walter Brennan）、クラレンス・ブラウン（Clarence Brown）、チャールズ・コバーン（Charles Coburn）、ゲイリー・クーパー（Gary Cooper）、ラレイン・デイ（Laraine Day）、セシル・B・デミル（Cecil B. DeMille）、ウォルト・ディズニー（Walt Disney）、アイリーン・ダン（Irene Dunne）、ヴィクター・フレミング（Victor Fleming）、クラーク・ゲーブル（Clark Gable）、セドリック・ギボンズ（Cedric Gibbons）、ヘッダ・ホッパー（Hedda Hopper）、レオ・マッケリー（Leo McCarey）、ジェームス・ケビン・マックギネス（James Kevin McGuinness）、アドルフ・マンジュー（Adolphe Menjou）、ジョージ・マーフィ（George Murphy）、フレッド・ニブロ（Fred Niblo）、ディック・パウエル（Dick Powell）、アイン・ランド（Ayn Rand）、ロナルド・レーガン（Ronald Reagan）、ジンジャー・ロジャース（Ginger Rogers）、モリー・ライスキンド（Morrie Ryskind）、ノーマン・タウログ（Norman Taurog）、ロバート・テイラー（Robert Taylor）、バーバラ・スタンウィック（Barbara Stanwyck）、キング・ヴィダー（King Vidor）、ジョン・ウェイン（John Wayne）、フランク・ウィード（Frank Wead）、サム・ウッド（Sam Wood）などがいた。 
この同盟は1975年に解散を宣言した。

## 原則に関する声明
この同盟は1944年の設立直後に、次のような「原則に関する声明」（Statement of Principles）を発表した。

私たちは、アメリカ的な生き方のすばらしさを信じている。私たちは、アメリカ的な生き方が好きだ。何世代もの人々が闘って生み出し、そして守りぬいてきた、選択の自由と、拘束されない自由。個人として、自由な人間として、発言し、思考し、生活し、信仰し、労働し、自治する自由。自由な人間として、自分自身の能力と力に従い、成功も失敗もできる権利。

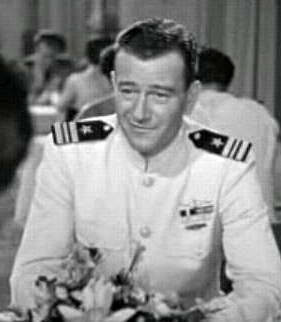
ジョン・ウェインは1949年3月から1953年6月までの4期にわたり同盟の議長を務めた
。

こうしたことのすばらしさを信じる私たちは、こうした生き方を破壊的手段で打ち崩し、変えさせようとする共産主義や、ファシズムや、それらに類似した思想の台頭に、強い不安と不快を覚える。彼らは、私たちのこの国に存在する権利を失った人々だ。なぜなら彼らは、自分達が望む変化を、決められた投票手続き以外の方法で実現しようとする人々であり、多数派の人々の意見に従った統治の正当性を否認する人々だからだ。
映画を専門とする私たちは、この業界が共産主義者や急進論者や奇人たちの集まりで、こうした人々に支配された業界だという印象が広がっていることに、憤りを覚える。私たちは、この偉大な表現メディアに仕える人々の大多数は、私たちのような人々だと信じている。しかし残念なことに、この業界の多数派である私たちのような人々は、これまで組織化されないままだった。これはほとんど避けられないことだった。個人の自由と権利を愛しているというまさにそのことが、この業界の大多数である私たちのような人々が、組織化をためらう原因になってきたのだ。しかし今や私たちは、組織化をためらってはならない。もし私たちがためらえば、この「地上で最後の、最大の希望」を、私たちは惨めに失うことになるだろう。
アメリカ人である私たちには、改めて提示するような新しい計画はない。私たちは、新しい計画を実現したいわけではない。私たちの、この計り知れないほど貴重な伝統を、その敵たちから守りたいだけなのだ。すなわち、これまで人類が手にした中で最も不足のない生活と最も豊かな表現を、この国の人々が楽しむことを可能にしたこの自由を。そしてこの危機的状況にあって、この闘いでの勝利を他のどんな要素よりも可能にする努力を育てたこのシステムを。
映画産業に従事する私たちは、特別な責任を自覚し、担わなければならない。映画は、国内だけでなく世界中の人々の思考や見解に影響を与える、この世で最も大きな力の一つだ。この事実は、厳粛な責務を伴う。私たちは、共産主義者、ファシスト、その他の全体主義的な思想を持つグループが、この強力なメディアを悪用して非アメリカ的な考えや信仰を普及することを、決して容認しない。私たちは誓う。映画が忠誠を尽くす対象を、映画を生んだ自由な国アメリカ以外に向けようとするいかなる集団・個人の運動とも、組織的指揮の元に置かれたあらゆる手段をもって、私たちは闘うと。そしてアメリカ的なシーンを、その規範と自由を、その信念と理想を、私たちが知るままのあり方で、私たちが信じるままのあり方で、スクリーンに提示するために、あらゆる手段で私たちの努力を捧げると。

## アイン・ランドのパンフレット

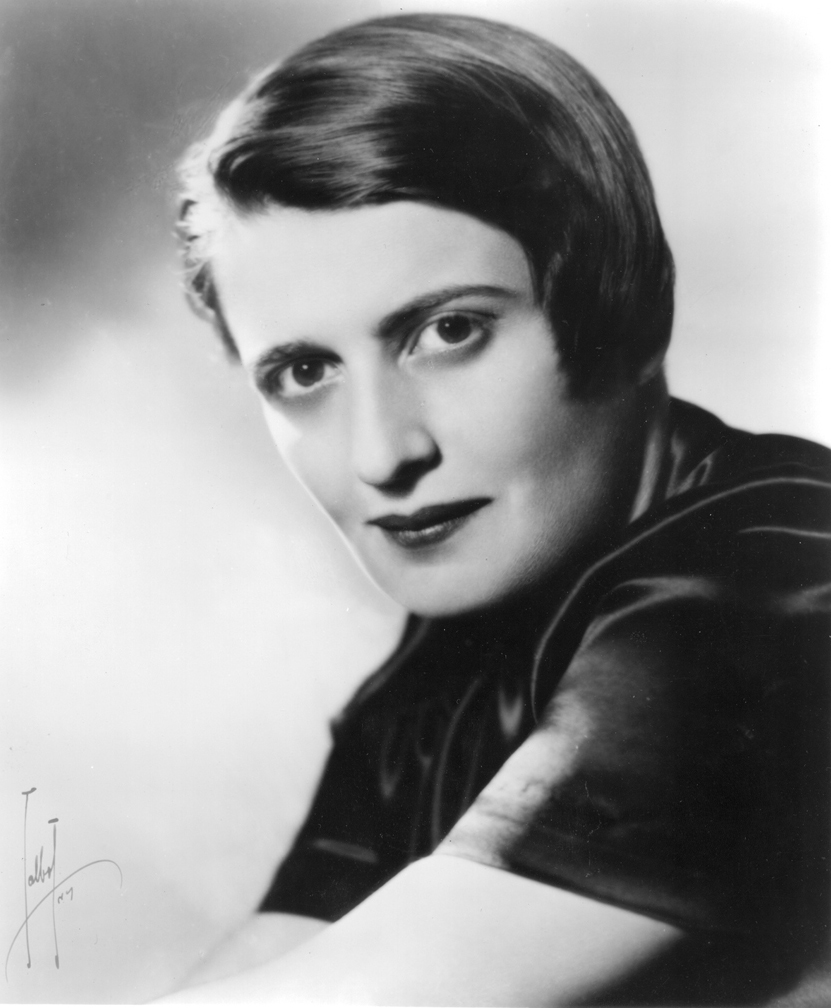
『アメリカ人のためのスクリーンガイド』を執筆したアイン・ランド

1947年、アイン・ランドがこの同盟のパンフレットを書いた。アメリカ映画業界に対する彼女の個人的印象に基いて書かれたこのパンフレットには、『アメリカ人のためのスクリーンガイド』（Screen Guide for Americans）というタイトルが付けられた。以下はこのパンフレットからの抜粋である。

ハリウッドの共産主義者たちは、共産主義を公然と唱導するような政治的な映画を作ろうと狙っているわけではない。彼らは、政治的ではない映画を堕落させることによって、我々の道徳の前提を崩壊させようと狙っているのだ。他愛もないストーリーに、小さなプロパガンダをさり気なくちりばめることで、遠回しに、それとなく、人々に集産主義の基本原理を吸収させることによって。
〔中略〕
言論の自由の原理は、共産主義者たちによる主張の表明を、我々が警察力で禁圧しないことを要求している。すなわち、共産主義者たちの発言を禁止する法律を、我々が制定しないことを要求している。しかし言論の自由の原理は、共産主義者たちに主張の宣伝手段を提供することを、我々に要求しているわけではない。我々の滅亡を唱導する仕事を、我々の負担で彼らに与える義務や、彼らが我々の滅亡を唱導するのを、我々の負担で支援する義務を、我々が彼らに負っていることを含意するわけでもない。

ランドはこのパンフレットとは別の場所で、大衆に人気があり評論家からも称賛されている映画が、密かに共産主義者や集産主義者のメッセージを伝えている（と彼女が見なす）例を挙げた。ランドが例に挙げた映画には、『我等の生涯の最良の年』（The Best Years of Our Lives）や『楽聖ショパン』（A Song to Remember）があった。前者については、ビジネスマンを否定的に描いていることや、銀行家は退役軍人に無担保で融資すべきと示唆していることを理由に挙げた。後者については、ショパンは自分の音楽に身を捧げたのではなく、愛国の大義のために自己を犠牲にしたと暗示していることを理由に挙げた。ランドは、こうした作品が密かに共産主義者や集産主義者のメッセージを伝えていることを、一般の人々は気づいておらず、保守派でさえ気づいていないと主張した。